# Hemeln

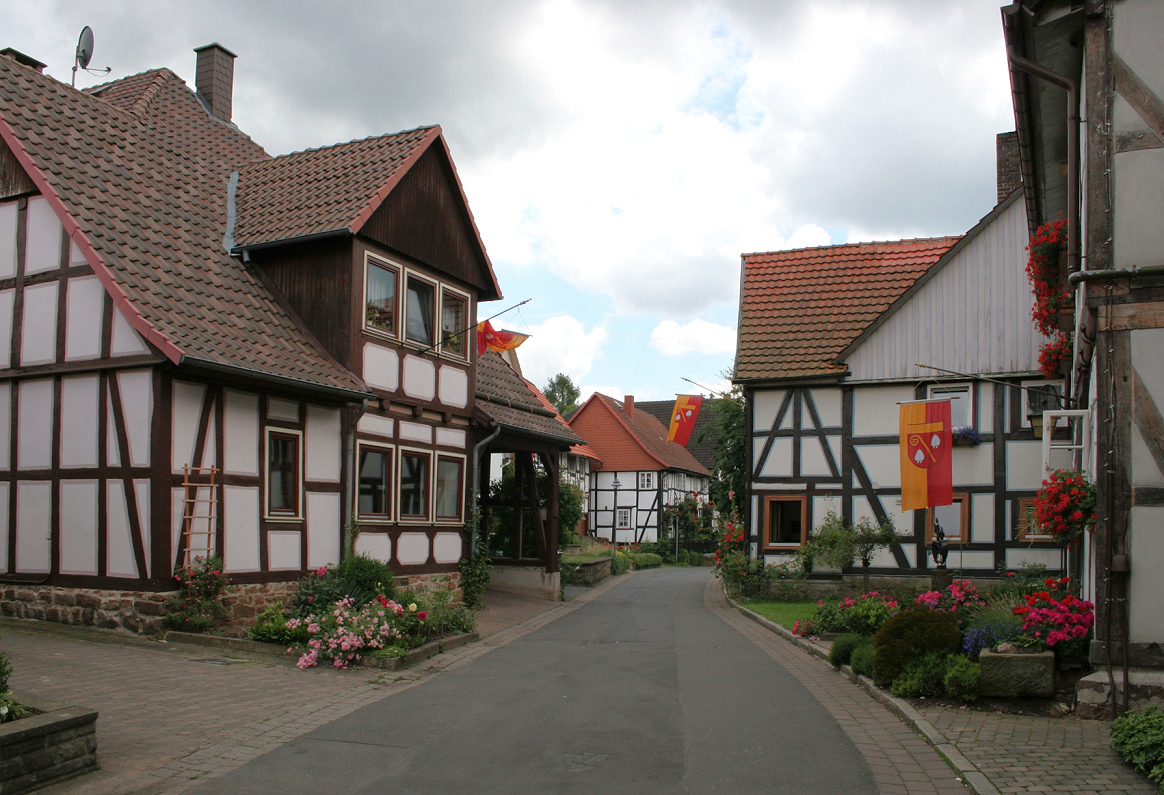
Straßenzug mit Fahnenschmuck mit dem ehemaligen Ortswappen

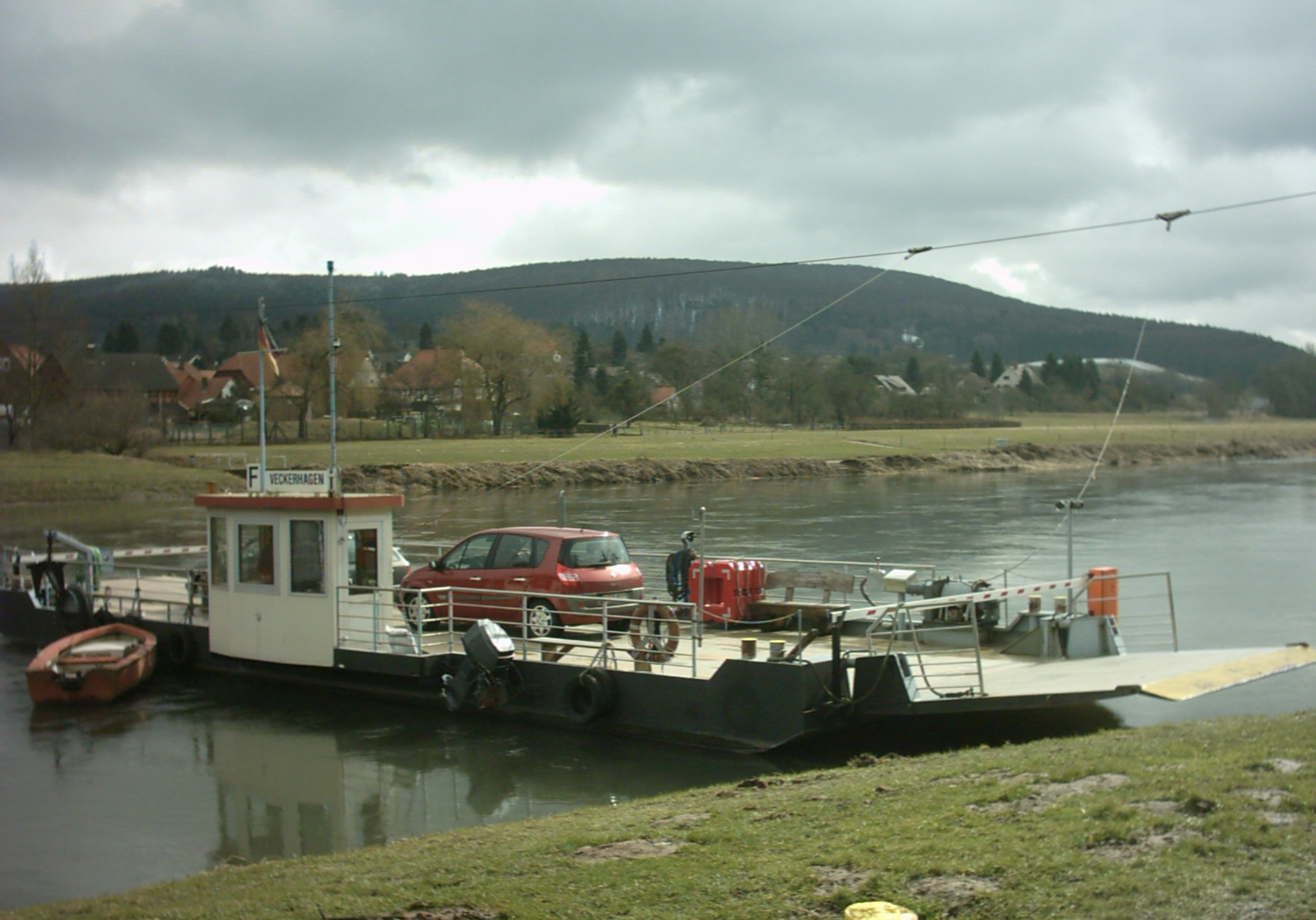
Rollfähre zwischen Veckerhagen und Hemeln, im Hintergrund Hemeln und der Bramwald

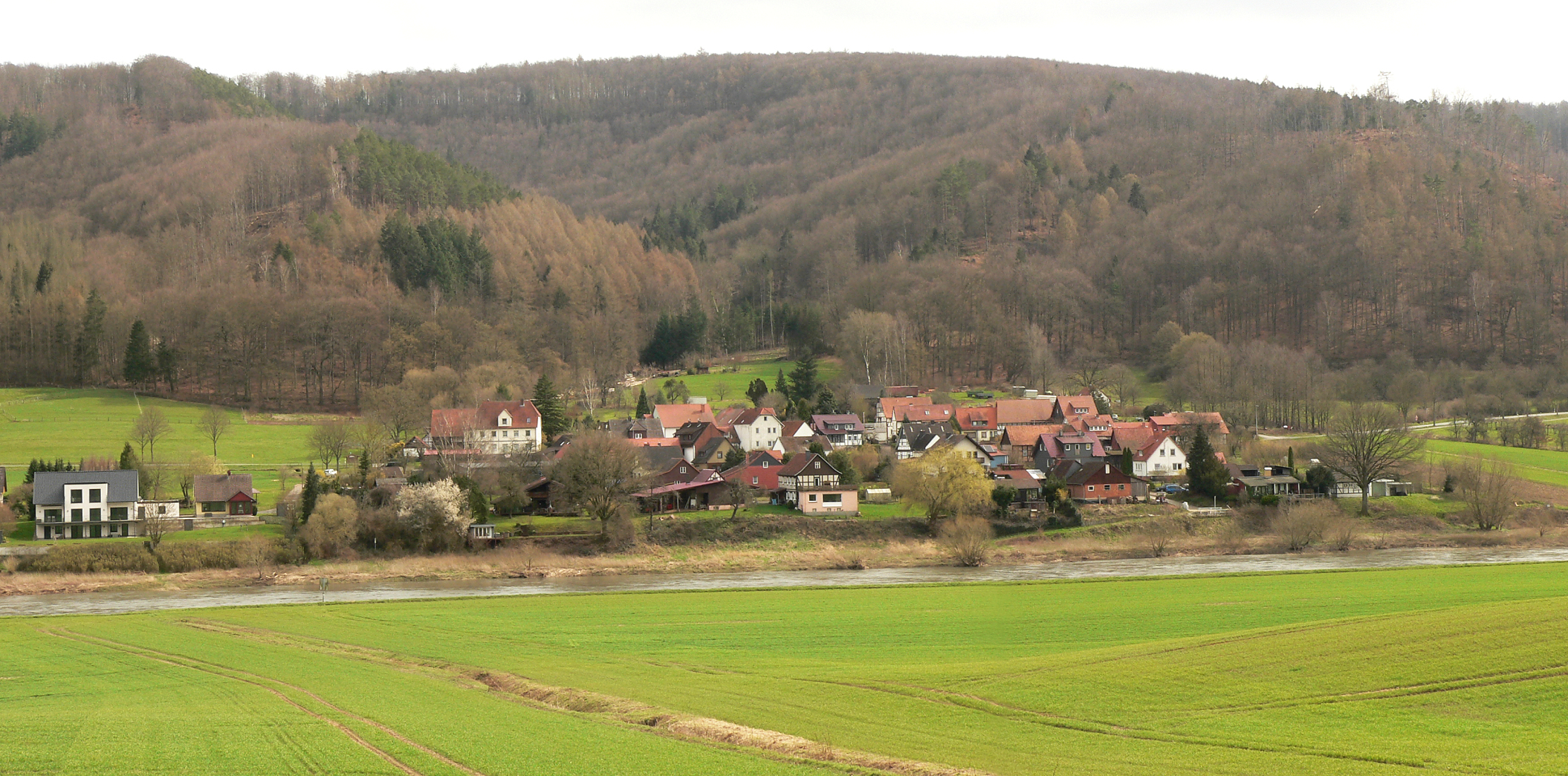
Glashütte am Rande des Bramwaldes, davor die Weser

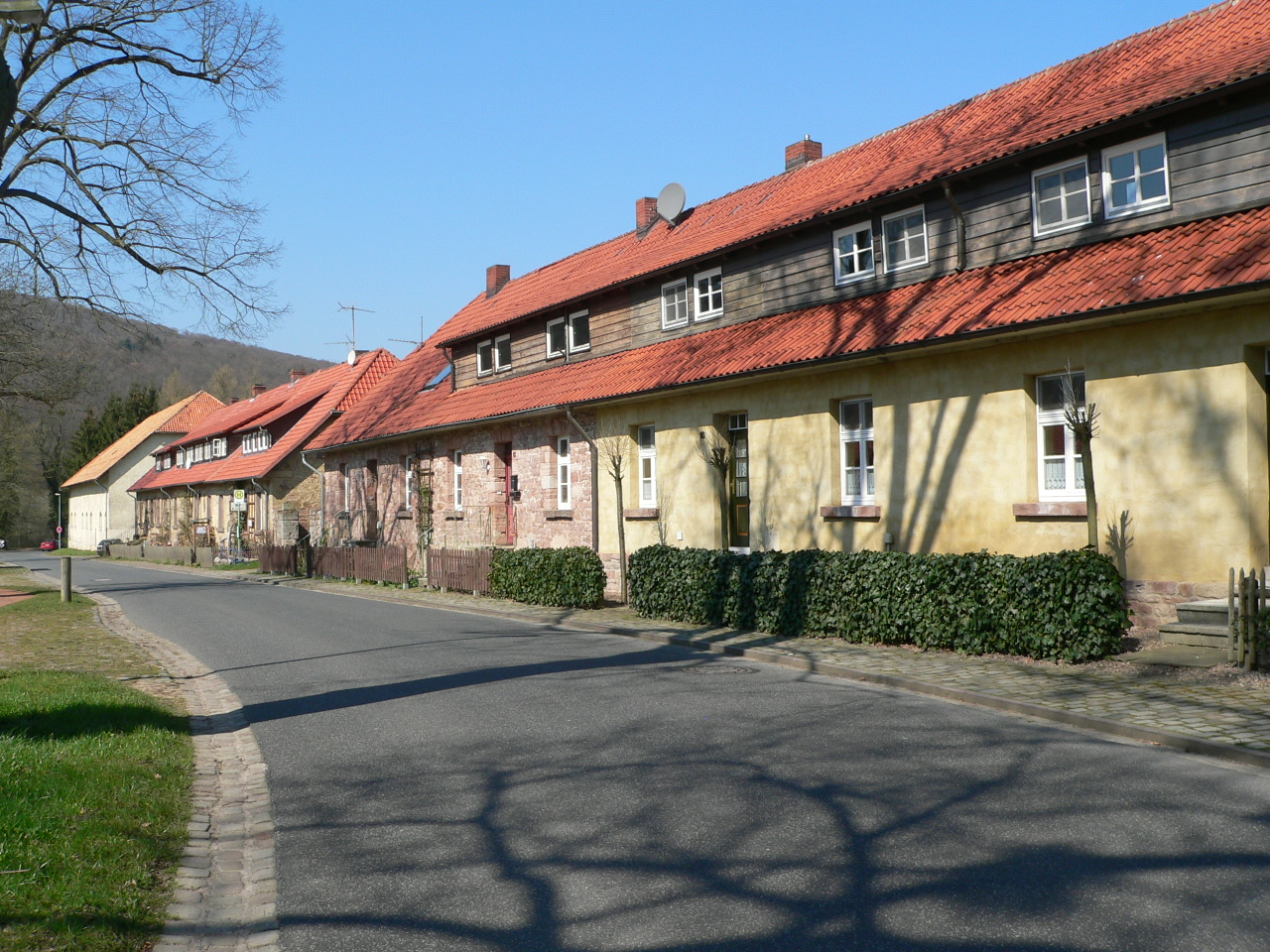
Historische Häuserzeile in Bursfelde

Hemeln ist ein Ortsteil der Stadt Hann. Münden im Landkreis Göttingen in Niedersachsen. Das Dorf liegt zwölf Kilometer in nördliche Richtung Weser-abwärts der Kernstadt Hann. Mündens. Zu der Ortschaft mit knapp 900 Einwohnern gehören auch die beiden Dörfer Glashütte mit 77 und Bursfelde mit 28 Einwohnern. Die drei Dörfer liegen entlang der Weser am Fuße des Bramwalds. Bis zur Gebietsreform 1973 bildeten sie eine selbständige Gemeinde.

## Geschichte
Bronzezeitliche Artefakte, wie Pfeilspitzen, Feuersteingeräten, Scherben und der Grundriss eines Backofens belegen, dass das Gebiet um Hemeln bereits in vorgeschichtlicher Zeit besiedelt war. Die Funde wurden „am Olen Dreischeuwer“ etwa zwei Kilometer nördlich von Hemeln gemacht.
Die früheste Erwähnung des Ortes fällt in die Mitte des 9. Jahrhunderts, als Ludwig der Fromme 834 Hemeln an das Kloster Corvey übertrug. Durch einen Vergleich zwischen Herzog Erich I. von Braunschweig und dem Landgrafen Philipp von Hessen geriet der Ort am 11. März 1538 unter die Hoheit Braunschweigs. Hemeln lebte hauptsächlich vom Ackerbau.
Im frühen Mittelalter tritt der Ort unter den Namen Hemlion, Hemli, Hamelen, Hemelen und Heymeln auf, seit 1479 ist der Ortsname in seiner heutigen Form bekannt. Seit der ausgehenden Frühen Neuzeit nahmen die Bevölkerungszahlen kontinuierlich zu. Wohnten 1689 noch 450 Personen im Ort, so waren es 1939 bereits 732, während 1979 die 1000er-Marke erreicht wurde. Am 1. Januar 1973 wurde Hemeln mit seinen Ortsteilen in die Stadt Münden eingegliedert. 1990 gewann Hemeln den deutschlandweiten Wettbewerb Unser Dorf soll schöner werden.

## Politik

### Ortsrat
Hemeln wird zusammen mit den Ortsteilen Bursfelde und Glashütte auf kommunaler Ebene von einem Ortsrat mit neun Mitgliedern vertreten.
Seit der Kommunalwahl 2021 setzt sich der Ortsrat wie folgt zusammen:
| Sitzverteilung im Ortsrat 2021Insgesamt 9 Sitze - SPD: 5 - WGH: 3 - CDU: 1 | Ortsratswahl 2021Wahlbeteiligung: 68,68 % 6050403020100 50,36 %10,78 %38,86 % SPDCDUWGHcAnmerkungen:c Wählergemeinschaft Hemeln |

### Ortsbürgermeister
Ehrenamtlicher Ortsbürgermeister ist Thomas Baake (SPD). Seine Stellvertreter sind Nils Bade (SPD) und Christina Voß (WGH).

## Sehenswürdigkeiten
Siehe: Liste der Baudenkmale in Hemeln
Hemeln ist wegen seiner Lage im Wesertal und der Weserfähre Veckerhagen – einer Gierseilfähre – zum auf der anderen Seite der Weser gelegenen Ortsteil Veckerhagen der hessischen Gemeinde Reinhardshagen ein beliebtes Ausflugsziel. Direkt an der Fähre liegt ein bekanntes Traditionsgasthaus.
Im Ort selbst befinden sich zahlreiche gepflegte Fachwerkhäuser, die mitunter aufwendig gestaltete Hausinschriften tragen. Von den Häusern hebt sich besonders das Forstamt Bramwald hervor, ein prächtiger Fachwerkbau, welcher um 1700 vom Schiffbauer J. Kellner errichtet wurde.

### Kirche

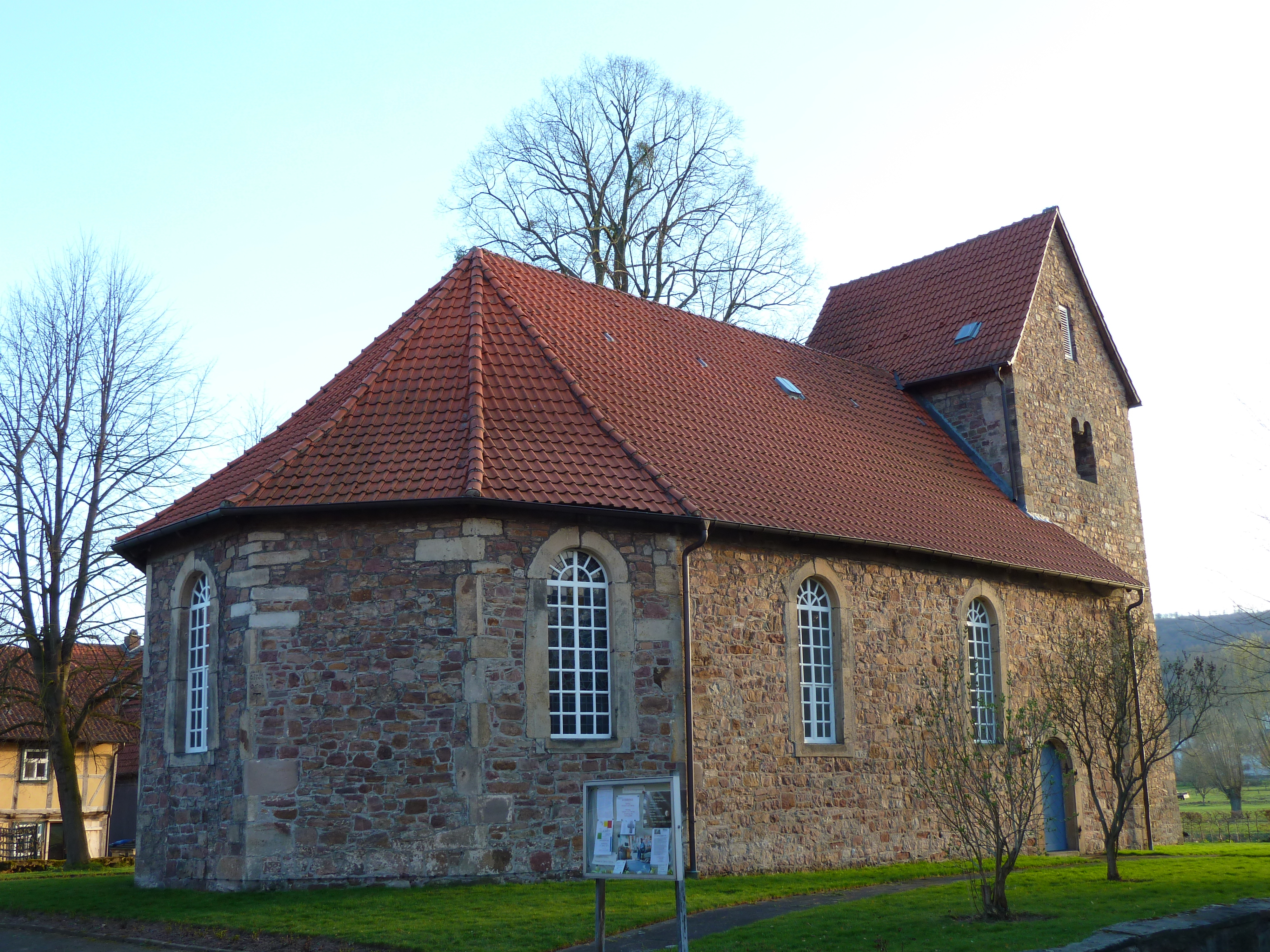
Marienkirche Hemeln

Die alte Kirche wurde 1681 nach dem Dreißigjährigen Krieg errichtet. Sie ersetzte eine kleinere Kirche, die während des Krieges wie das ganze Dorf beschädigt wurde. Der Turm der Kirche wurde bereits um 1200 als Wehrturm aus Bruchsteinmauerwerk errichtet. Seit Ende des Mittelalters ist der Turm auch Glockenturm. 1686 erhielt die Kirche einen neuen Holzaltar, der durch den Künstler Fabaring geschaffen wurde. Der Altar hat ein Triptychon als Aufsatz. Er zeigt die Ostergeschichte in drei Bildern:
- Unten das letzte Abendmahl mit Jesus in der Mitte seiner Jünger,
- in der Mitte die Kreuzigung Christi mit Maria und Johannes und den vier Evangelisten und
- oben den auferstandenen Christus mit zum Betrachter geöffneten Armen.

Eine Empore erhielt die Kirche im 18. Jahrhundert, um weitere Plätze in der Kirche zu schaffen. Im Jahr 1966 wurde die Kirche grundlegend renoviert und umgebaut. Die Kanzel, die bisher Teil der oberen Altarwand war, erhielt einen neuen Platz. Der Boden aus Buntsandsteinplatten wurde gegen Jura-Marmor ausgetauscht. Die eichenen Sitzbänke und andere Inneneinrichtungen wurden ausgetauscht.

### Bramburg

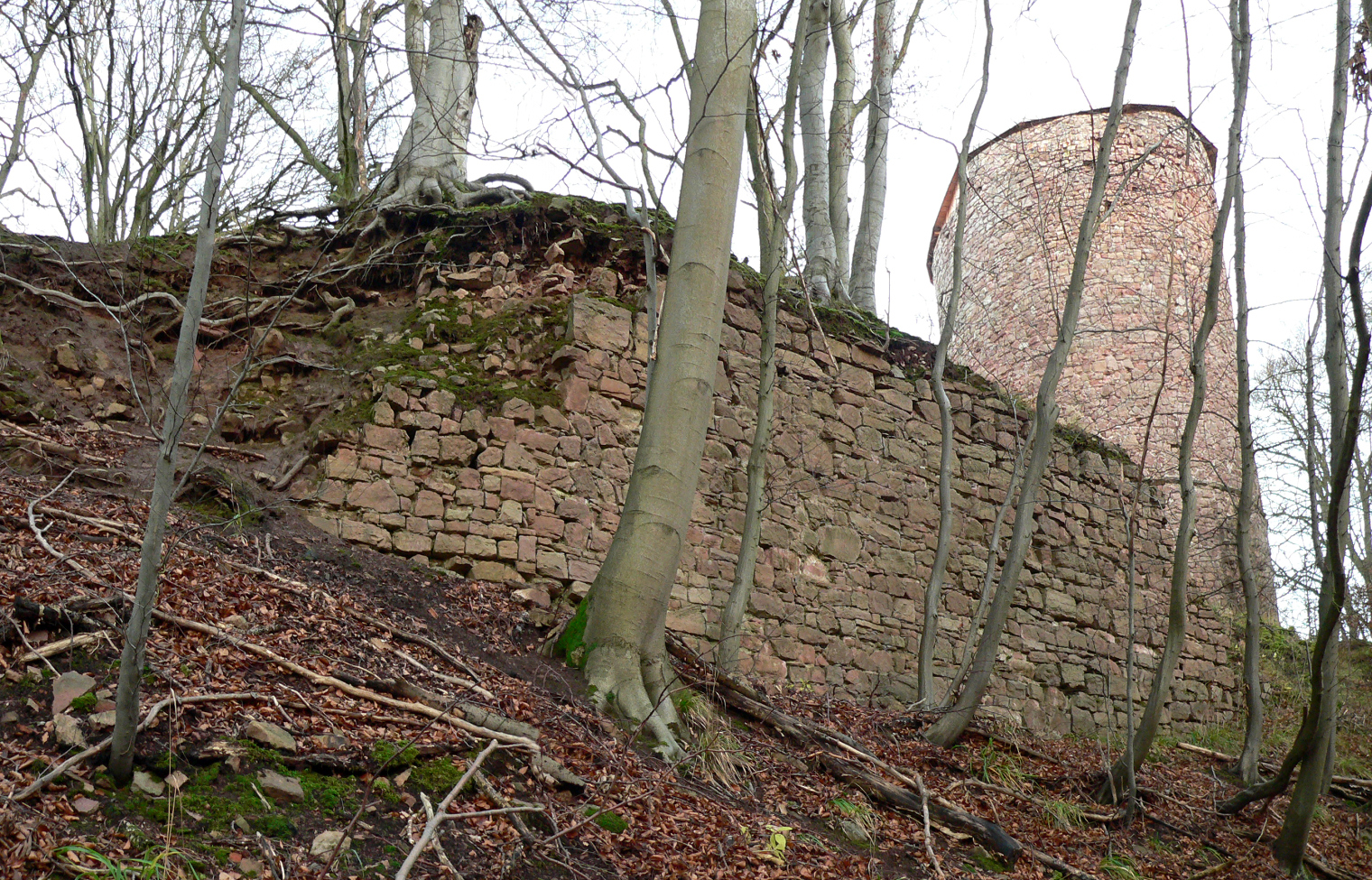
Erodierte Mauer und Bergfried der Bramburg

Oberhalb des Ortes liegt die Bramburg, die erstmals 1063 erwähnt wurde. Sie wurde zum Schutz des 1093 durch Heinrich den Fetten, Sohn des Otto von Northeim, gegründeten Klosters Bursfelde ausgebaut. Im 13. Jahrhundert gehörte die Burg – zumindest zu einem Teil – dem Kloster Corvey, das über Güter im Bramwald verfügte. 1279 gelangte die Bramburg in den Besitz von Albrecht dem Feisten. Die Herren von Stockhausen waren seit dem Anfang des 14. Jahrhunderts Burgmänner. 1452 beschwerten sich erstmals Händler über Raubrittertum. Als 1458 thüringische Händler ausgeraubt wurden und die Stadt Göttingen dem Treiben kein Einhalt bot, brannte Landgraf Wilhelm III. die Burg nieder. 1494 wurde die wieder aufgebaute Burg noch einmal zerstört. Sie wurde Anfang des 16. Jahrhunderts noch einmal aufgebaut, aber bald verlassen.
Heute ist nur noch der Burgturm erhalten, von den Burgmauern sind noch die Fundamente zu erkennen.

### Hünenburg Hemeln

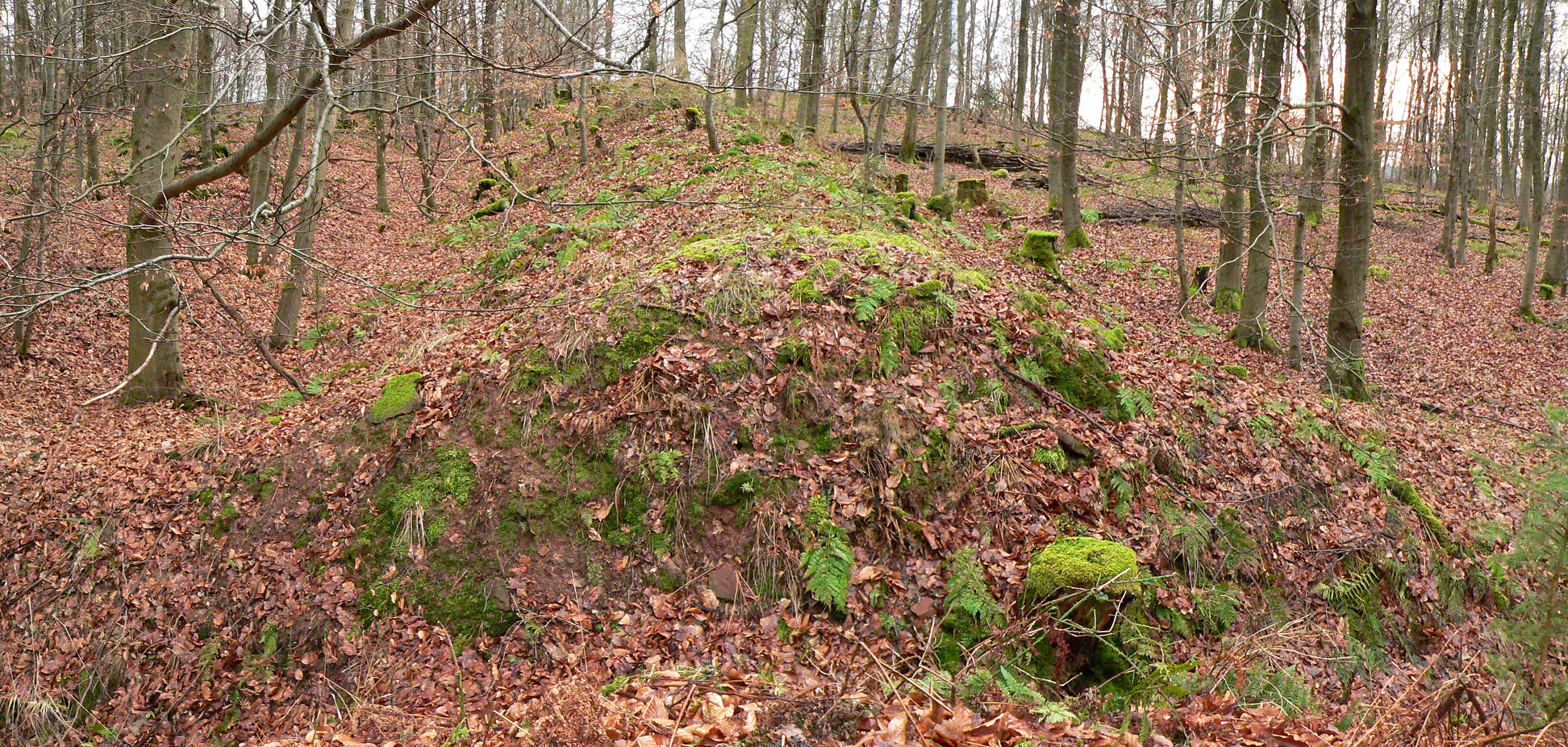
Wall der Hünenburg Hemeln

Einige hundert Meter südlich der Bramburg befinden sich auf dem westlichen Ausläufer des Hünenkopfs im Wald die Reste der Hünenburg Hemeln. Zeitlich wird ihr Entstehen in den ersten nachchristlichen Jahrhunderten und ihr Bestehen aufgrund des Fundes einer fränkischen Reiterkriegerausrüstung bis um das Jahr 800 angenommen. Die dreiecksförmige Anlage ohne Besiedlungsspuren im Inneren ist fast sieben Hektar groß.

### Kloster Bursfelde

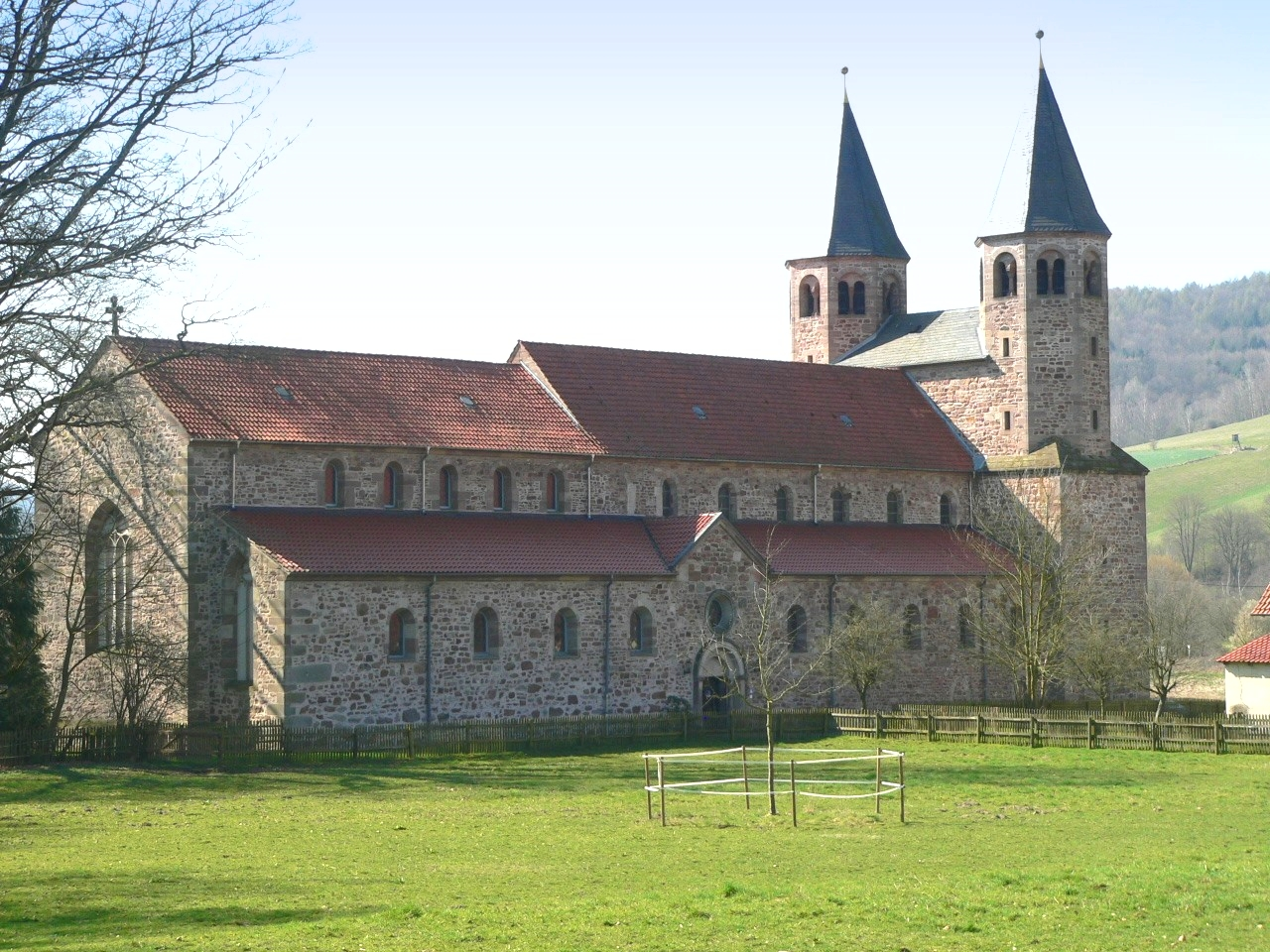
Romanische Doppelkirche des Klosters Bursfelde

Das 1093 gegründete Kloster Bursfelde dient heute als evangelisches Tagungszentrum.

### Hemelner Scheibenkreuzstein
Ursprünglich in der Hemelner Feldmark gelegen, wurde der Scheibenkreuzstein anschließend an den östlichen Rand der Weserstraße verlegt, wo er sich heute in Höhe eines Wanderparkplatzes befindet. Er trägt auf der Vorder- und Rückseite zwei gleichartige Malteserkreuze, von denen eines witterungsbedingt verwaschen und leicht beschädigt ist. Oberhalb der Kreuze sind Wetzspuren zu sehen. Überlieferungen zu diesem Stein sind nicht bekannt.

## Kultur
Seit 1965 existiert der Theaterverein „Bühnenfreunde Hemeln“. Neben regelmäßigen Theateraufführungen leistet der Verein Beiträge in Hemelner Mundart zu den örtlichen Veranstaltungen und dient als Schnittstelle zu den weiteren kulturellen Gruppierungen wie der Volkstanz- und Schulkindergruppe. Einer der ältesten Vereine des Dorfes ist der 1860 gegründete Männergesangverein „Concordia“ Hemeln. Daneben findet jährlich ein Schützenfest mit Pokalschießen statt.